# Johannes Overbeck
Johannes Overbeck (Anversa, 1826 – Lipsia, 1895) è stato un archeologo e biografo tedesco.

## Biografia
Laureato presso l'Università di Bonn, insegnò in quella di Lipsia.
Nel suo Griechische Kunstmythologie (1871-1879) raccolse e catalogò i monumenti greci secondo le varie divinità cui erano dedicati. Fu inoltre biografo di scultori greci antichi e scrisse un libro su Pompei.
Il pittore Friedrich Overbeck era suo zio.